# Interlude (альбом Iron Savior)
Interlude (в переводе с англ. — «Интерлюдия») — второй мини-альбом немецкой пауэр-метал-группы Iron Savior, выпущенный 25 августа 1999 года.

## Об альбоме
В диск вошли пять песен, исполненных вживую на фестивале Wacken Open Air в 1998 году в поддержку альбома Iron Savior, четыре новые песни и один кавер. Песни из нового альбома продолжают научно-фантастический рассказ из предыдущих альбомов. «Desert Plains» является кавером одноимённой песни группы Judas Priest из альбома Point of Entry. Альбом посвящён жене Пита Силка, Анджеле.

## Список композиций
| №                   | Название                                        | Автор(ы)                                  | Длительность |
| ------------------- | ----------------------------------------------- | ----------------------------------------- | ------------ |
| 1.                  | «Iron Savior» (запись с Wacken Open Air)        | Пит Силк                                  | 4:40         |
| 2.                  | «Brave New World» (запись с Wacken Open Air)    | Пит Силк                                  | 4:44         |
| 3.                  | «Watcher in the Sky» (запись с Wacken Open Air) | Пит Силк, Кай Хансен                      | 5:39         |
| 4.                  | «Riding on Fire» (запись с Wacken Open Air)     | Пит Силк                                  | 5:26         |
| 5.                  | «For the World» (запись с Wacken Open Air)      | Пит Силк                                  | 6:00         |
| 6.                  | «Contortions of Time»                           | Пит Силк, Ян-Сорен Эккерт                 | 6:25         |
| 7.                  | «Touching the Rainbow»                          | Пит Силк                                  | 5:22         |
| 8.                  | «Stonecold»                                     | Пит Силк                                  | 4:30         |
| 9.                  | «The Hatchet of War»                            | Пит Силк, Ян-Сорен Эккерт                 | 5:51         |
| 10.                 | «Desert Plains» (кавер Judas Priest)            | Гленн Типтон, Роб Хэлфорд, Кеннет Даунинг | 4:37         |
| Общая длительность: | Общая длительность:                             | Общая длительность:                       | 53:29        |

- CD-Extra с альбомом также содержит биографию группы, музыкальный плеер, фото, резюме продолжающейся научно-фантастической истории и видеоклип с песней «Atlantis Falling» с Wacken Open Air.

## Участники записи

### Iron Savior
- Пит Силк — вокал, гитара
- Кай Хансен — вокал, гитара
- Андреас Кук — электронная клавиатура, бэк-вокал
- Ян-Сорен Эккерт — бас, бэк-вокал
- Томас Хак — ударные

### Производство
- Пит Силк — музыкальный продюсер, звукорежиссёр, сведение
- Роксанна — инженер звукозаписи (для живых записей)
- Эрнст Сейдер — сведение живых записей
- Тим Силк, Райнер Дрекслер, Мелани Дрейси, Анджела Силк, Грита Коутс — фотографии
- Анжелика Барду — дизайн обложки
- Мервин Мюллер — программирование и дизайн CD-Extra